# Constanciano (patrício)
Constanciano (em latim: Constantianus) foi um oficial bizantino do século VI, ativo durante o reinado do imperador Justiniano (r. 527–565).

## Vida

### Dalmácia
Constanciano aparece pela primeira vez em 536, como conde do estábulo. Nessa ocasião, após a morte de Mundo na Dalmácia, foi enviado à Ilíria para reunir um exército e tentar recuperar Salona. Foi para Epidamno, onde permaneceu até seus preparativos estarem completos. Após reunir suas forças, velejou para Epidauro e então à ilha de Lisina, de onde enviou espiões para descobrirem o que os godos de Gripas, que havia tomado Salona, estavam fazendo. Tomando ciência do tamanho do exército inimigo e considerando o estado débil das fortificações da cidade, Gripas decidiu abandonar Salona. Constanciano velejou rapidamente para Salona, onde aportou nas cercanias do sítio e enviou 500 soldados sob seu guarda-costas Sifilas para ocupar os estreitos que levavam à cidade. No dia seguinte, entrou em Salona com toda sua força, por terra e mar, e começou a reparar suas fortificações. Sete dias depois, os godos se retiraram para Ravena e Constanciano foi deixado no comando da Dalmácia e Libúrnia. Então partiu para pacificar os godos que ainda estavam na área, uma missão que deve ter concluído em meados do verão de 536.
Na primavera de 537, uma exército composto de recrutas suevos e liderado por Asinário e Uligísalo partiu com muitos navios para recuperar a Dalmácia e sitiar Salona. Ciente da expedição, Constanciano agrupou todas as tropas dispostas nos fortes em torno de Salona e enviou-as à cidade, construiu um fosso em torno de Salona e preparou-se para resistir ao cerco. Os godos cercaram a cidade por terra e mar. A frota bizantina conseguiu destruir ou capturar a frota inimiga, enquanto em terra os godos pressionaram ainda mais o cerco. O desfecho do cerco não está registrado na principal fonte do período, Procópio de Cesareia, mas é provável que os godos o tenham abandonado, pois em 538 Uligísalo estava na Itália e a Dalmácia estava firmemente sob controle imperial em 539 e 540.

### Itália
Constanciano possivelmente permaneceu na Dalmácia de 537 até 540 enquanto a guerra prosseguia na Itália. Em maio de 540, após a captura de Ravena e a posterior reconvocação de Belisário, foi enviado da Dalmácia para Ravena por Justiniano, ao que parece para assumir o comando do exército. Nessa época, partiu de Ravena e marchou contra Ildibaldo. No final de 540 e em 541, ele e outros oficiais permaneceram inativos enquanto a força gótica revivia. Após a morte de Ildibaldo em 541, recebeu em Ravena uma oferta de Tótila para render Tarbésio em troca de promessas de segurança. Aceitou a oferta e prometeu atender tudo aquilo que foi solicitado, porém como Tótila foi convidado pelos godos para se tornar seu rei, o acordo foi infrutífero.
No final de 541, após serem criticados por sua inatividade pelo imperador Justiniano, os oficiais bizantinos reuniram-se na cidade e decidiram atacar Verona e então marchar contra Tótila em Ticino. Quando o exército de ca. 12 mil soldados partiu, provavelmente na primavera de 542, ele tinha 11 comandantes dos quais Constanciano e Alexandre eram os principais. O exército montou acampamento na planície próximo de Verona. Lá, os bizantinos aceitaram uma oferta para trair a cidade, mas relutaram entrar nela até a entrada estar segura. Assim, Artabazes foi enviado na frente para possibilitar isso. Com esse sucesso, os godos fugiram de Verona, enquanto os bizantinos esperavam do lado de fora da cidade seus comandantes deliberarem sobre a divisão dos espólios. Ao perceberem isso, os godos reentraram na cidade e a retomaram. Quando chegaram a um acordo, os bizantinos notaram que a cidade estava bloqueada para eles e Artabazes estava preso no interior.
Após o fracasso em Verona, os bizantinos cruzaram o rio Pó em direção a Favência, onde esperavam Tótila, mas novamente, divididos por disputas internas, nada fizeram. Em seguida, os bizantinos foram derrotados em Favência por um exército de cinco mil soldados liderado por Tótila. Depois da batalha, os comandantes dispersaram e se protegeram no interior de várias cidades onde permaneceram na defensiva. Constanciano foi para Ravena e parece que não tomou parte na campanha para auxiliar Justino em Florença, que terminou na derrota em Mucélio. Em 543, talvez no final do verão, escreveu carta apoiada pelos demais comandantes na Itália para Justiniano na qual afirmou ser impossível continuar a guerra devido a carência de suprimentos e a indisciplina no exército. Não é novamente citado na Itália, sendo possível que foi chamado de volta e sucedido como conde do estábulo e comandante na Itália por Belisário, que para lá se deslocou em 544.

### Trácia
No final de 548, em Constantinopla, ele e Buzes foram informados por Germano da conspiração arquitetada pelo oficial armênio Artabanes. Depois, no começo de 549, quando a questão foi levada por Germano para o imperador, ele foi acusado de traição, e Constanciano e Buzes o defenderam em consistório diante de Justiniano. Ao que parece por este tempo Constanciano era um dos conselheiros íntimos de Justiniano e uma pessoa de confiança na corte. Na primavera de 549, ele, Buzes e Arácio foram nomeados como generais de um força de cavalaria de 10 mil homens com a missão de ajudar os lombardos em seu conflito contra os gépidas e hérulos. Quando a paz foi firmada subitamente entre as partes em conflito, esses oficiais permaneceram na Ilíria para protegê-la de raides dos gépidas e hérulos.
No começo de 551, foi um dos comandantes (com Arácio e Justino) do exército sob Escolástico enviado contra os esclavenos que estavam saqueando os Bálcãs. Os bizantinos foram pesadamente derrotados próximo de Adrianópolis e os estandartes de Constanciano foram capturados. Mais adiante, contudo, conseguiram uma vitória sobre os esclavenos, que deixaram para trás os estandartes e partiram para suas terras. Em 25 de maio de 553, foi convocado com outros altos oficiais à capital pelo papa Vigílio (r. 537–555) para transmitir ao imperador o julgamento do papa sobre os Três Capítulos, o que se recusaram. Nessa ocasião, Constanciano é citado como cônsul honorário. Em 11 de dezembro de 562, quando era patrício e mestre dos soldados, conduziu, ao lado de Marino, uma segunda investigação dos acusados de conspirar contra Justiniano.